# Ligaški sustav hrvatskog rukometnog prvenstva za muškarce
Rukometno prvenstvo Hrvatske za muškarce čini više liga koje pripadaju različitim rangovima, te među njima postoji princip ispadanja i promocije.

## Sustav natjecanja po sezonama

### 2016./17.
| rang | liga          | liga          | liga                       | liga          | liga          |
| ---- | ------------- | ------------- | -------------------------- | ------------- | ------------- |
| 1.   | Premijer liga | Premijer liga | Premijer liga              | Premijer liga | Premijer liga |
|      |               |               |                            |               |               |
| 2.   | 1. HRL        | 1. HRL        | 1. HRL                     | 1. HRL        | 1. HRL        |
| 2.   | Jug           | Jug           | Sjever                     | Sjever        | Sjever        |
|      |               |               |                            |               |               |
| 3.   | 2. HRL        | 2. HRL        | 2. HRL                     | 2. HRL        | 2. HRL        |
| 3.   | Jug           | Zapad         | Sjever                     | Sjever        | Istok         |
|      |               |               |                            |               |               |
| 4.   | 3. HRL        | 3. HRL        | 3. HRL                     | 3. HRL        | 3. HRL        |
| 4.   | Jug           | Zapad         | Središte                   | Sjever        | Istok         |
|      |               |               |                            |               |               |
| 5.   |               |               | Međužupanijska liga Zagreb |               |               |

### 2015./16.
| rang | liga          | liga                                 | liga          | liga                       | liga          |
| ---- | ------------- | ------------------------------------ | ------------- | -------------------------- | ------------- |
| 1.   | Premijer liga | Premijer liga                        | Premijer liga | Premijer liga              | Premijer liga |
|      |               |                                      |               |                            |               |
| 2.   | 1. HRL        | 1. HRL                               | 1. HRL        | 1. HRL                     | 1. HRL        |
|      |               |                                      |               |                            |               |
| 3.   | 2. HRL        | 2. HRL                               | 2. HRL        | 2. HRL                     | 2. HRL        |
| 3.   | Jug           | Sjever                               | Sjever        | Zapad                      | Zapad         |
|      |               |                                      |               |                            |               |
| 4.   | 3. HRL        | 3. HRL                               | 3. HRL        | 3. HRL                     | 3. HRL        |
| 4.   | Jug           | Istok                                | Sjever        | Središte                   | Zapad         |
|      |               |                                      |               |                            |               |
| 5.   |               | Županijska liga Vukovarsko-srijemska |               | Međužupanijska liga Zagreb |               |

### 2014./15.
| rang | liga          | liga                                 | liga          | liga                                                      | liga          |
| ---- | ------------- | ------------------------------------ | ------------- | --------------------------------------------------------- | ------------- |
| 1.   | Premijer liga | Premijer liga                        | Premijer liga | Premijer liga                                             | Premijer liga |
|      |               |                                      |               |                                                           |               |
| 2.   | 1. HRL        | 1. HRL                               | 1. HRL        | 1. HRL                                                    | 1. HRL        |
|      |               |                                      |               |                                                           |               |
| 3.   | 2. HRL        | 2. HRL                               | 2. HRL        | 2. HRL                                                    | 2. HRL        |
| 3.   | Jug           | Sjever                               | Sjever        | Zapad                                                     | Zapad         |
|      |               |                                      |               |                                                           |               |
| 4.   | 3. HRL        | 3. HRL                               | 3. HRL        | 3. HRL                                                    | 3. HRL        |
| 4.   | Jug           | Istok                                | Sjever        | Središte                                                  | Zapad         |
|      |               |                                      |               |                                                           |               |
| 5.   |               | Županijska liga Vukovarsko-srijemska |               | Međužupanijska liga Zagreb Međužupanijska liga Zagrebačka | 4. HRL Zapad  |

## Unutrašnje poveznice
- Premijer liga
- Prva hrvatska rukometna liga
- Druga hrvatska rukometna liga

## Vanjske poveznice
- Hrvatski rukometni savez
- Hrvatski rukometni portal
- 3. HRL Istok
- 3. HRL Sjever  Arhivirana inačica izvorne stranice od 26. svibnja 2016. (Wayback Machine)
- Zagrebački rukometni savez
- Rukometni savez Istarske županije  Arhivirana inačica izvorne stranice od 22. prosinca 2015. (Wayback Machine)
- Rukometni savez Zagrebačke županije
- Županijski rukometni savez Vukovarsko-srijemske županije  Arhivirana inačica izvorne stranice od 4. ožujka 2016. (Wayback Machine)
- Rukometni savez Koprivničko-križevačke županije  Arhivirana inačica izvorne stranice od 22. prosinca 2015. (Wayback Machine)